# Небезпечні зв'язки (роман)
Небезпечні зв'язки (Les Liaisons dangereuses фр.: [le ljɛzɔ̃ dɑ̃ʒ(ə)ʁøz]) — французький епістолярний роман П'єра Шодерло де Лакло, вперше опублікований у чотирьох томах Дюраном Неве 23 березня 1782 року.
Історія маркізи де Мертей і віконта де Вальмона, двох аморальних коханців та інтригантів, які розважаються тим, що руйнують долі інших і зрештою знищують одне одного.
Роман зображує розбещеність французького дворянства незадовго до Французької революції. Автор прагнув «написати небуденний твір, який наробить галасу та залишиться на Землі після його смерті».
Роман складається з листів, написаних різними персонажами одне одному. Зокрема, листи між Вальмоном і маркізою де Мертей (складають більшу частину сюжету), а також листи Сесіль де Воланж і мадам де Турвель.
Роман мав чисельні театральні та кінематагрофічні адаптації, зокрема екранізацію 1988 року, яка отримала кілька престижних кінонагород.

## Сюжет
Маркіза де Мертей сповнена рішучості розбестити юну Сесіль де Воланж, мати якої нещодавно забрала її з монастиря, аби видати в шлюб з попереднім коханцем де Мертей, який покинув її. У той же час віконт де Вальмон вирішує спокусити доброчесну одружену мадам де Турвель, яка гостює у його тітки, поки її чоловік у від'їзді по судовій справі. Сесіль закохується у свого молодого вчителя музики шевальє Дансені. Мертей і Вальмон вдають, що допомагають таємним коханцям. Але роблять вони це лише аби завоювати їхню довіру. Пізніше маркіза та віконт маніпулюють ними, аби отримати вигоду для власних планів.

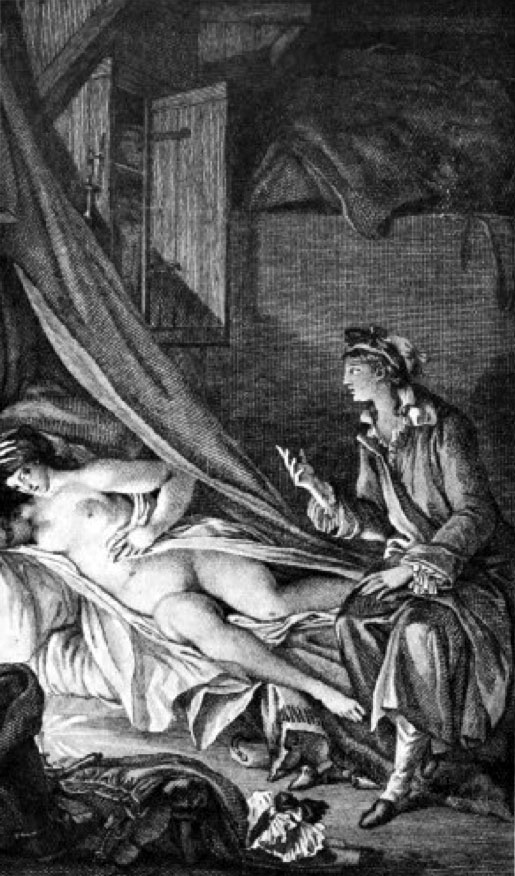
Ілюстрація Фрагонара до листа XLIV, 1796

Мертей спочатку пропонує віконту спокусити Сесіль, аби помститися її майбутньому чоловікові, але Вальмон відмовляється, вважаючи виклик надто легким і воліючи присвятити себе звабленню мадам де Турвель. Однак він зацікавлений у відновленні їхнього з Мертей роману. Мертей обіцяє Вальмону, що якщо він спокусить пані де Турвель і надасть їй письмові докази зваблення, вона проведе з ним ніч. Спочатку Вальмон має невеликий успіх із Турвель, але це дається йому не так легко, порівнянно з іншими його походеньками. Згодом Вальмон дізнається, що мати Сесіль написала мадам де Турвель листа, попереджаючи її про небезпеку зв'язку з віконтом. Він мститься, спокушаючи Сесіль, як того і хотіла маркіза Мертей. Тим часом Мертей робить Дансені своїм коханцем.
Нарешті, коли Вальмону вдається спокусити пані де Турвель, він вочевидь закохується в неї. Ревнива Мертей обманом змушує його залишити де Турвель і не виконує своєї обіцянки провести з ним ніч. У відповідь Вальмон розповідає, що спонукав Дансені возз'єднатися з Сесіль, у результаті чого Мертей знову залишається сама. Мертей оголошує війну Вальмону і розповідає Дансені, що Вальмон спокусив Сесіль.
Денсені та Вальмон дуелюють. Вальмона смертельно поранено. Перед смертю він передає Дансені листи, які підтверджують причетність Мертей до інтриги. Цих листів достатньо, аби зруйнувати її репутацію, тому вона втікає в сільську місцевість після того, як заражається віспою. Її обличчя знівечено шрамами, і вона сліпне на одне око. Таким чином маркіза втрачає свою найбільшу цінність: красу. Зневірена від провини та горя, мадам де Турвель помирає, а зганьблена Сесіль повертається до монастиря.

## Літературне значення і критика
У «Небезпечних зв'якзах» майстерно описані теми зваблення, помсти та злоби. Епістолярний роман являє собою листування героїв, зібране й опубліковане вигаданим автором. На момент виходу книга мала сканальну славу, адже зображала аристократію у не надто шанобливому світлі. Проте серез аморальних персонажів-аристократів трапляються й доброчесні, як-от мадам де Турвель і мадам де Розмонд, і тому багатьом роялістам і консерваторам сподобалася книга. У тому числі роман сподобався королеві Марії-Антуанетті, що свідчить про те, що, попри скандальну репутацію, книга не розглядалася як політичне, антиаристократичне висловлювання.
У відомому есе, яке часто використовувалося як передмова до французьких видань роману, Андре Мальро стверджує, що, попри свій внесок до «розпусної традиції», роман «Небезпечні зв'язки» має велике значення для французької художньої літератури, адже в романі виводиться новий тип персонажів. Мальро вважає безпрцедентними персонажі маркізи де Мертей і віконта де Вальмона; вони «перші [персонажі в європейській літературі], вчинки яких визначаються ідеологією».